# Natação no Campeonato Mundial de Esportes Aquáticos de 2009 - 4x100 m livre feminino
A prova do revezamento 4x100 metros livre feminino da natação no Campeonato Mundial de Esportes Aquáticos de 2009 ocorreu no dia 26 de julho no Stadio del Nuoto em Roma.

## Recordes
Antes desta competição, os recordes mundiais e do campeonato nesta prova eram os seguintes:
| Tipo                  | Atleta        | Tempo   | Local     | Data                | Ref |
| --------------------- | ------------- | ------- | --------- | ------------------- | --- |
|                       | Países Baixos | 3:33,62 | Eindhoven | 18 de março de 2008 | ver |
| Recorde do campeonato | Austrália     | 3:35,48 | Melbourne | 25 de março de 2007 | ver |

## Medalhistas

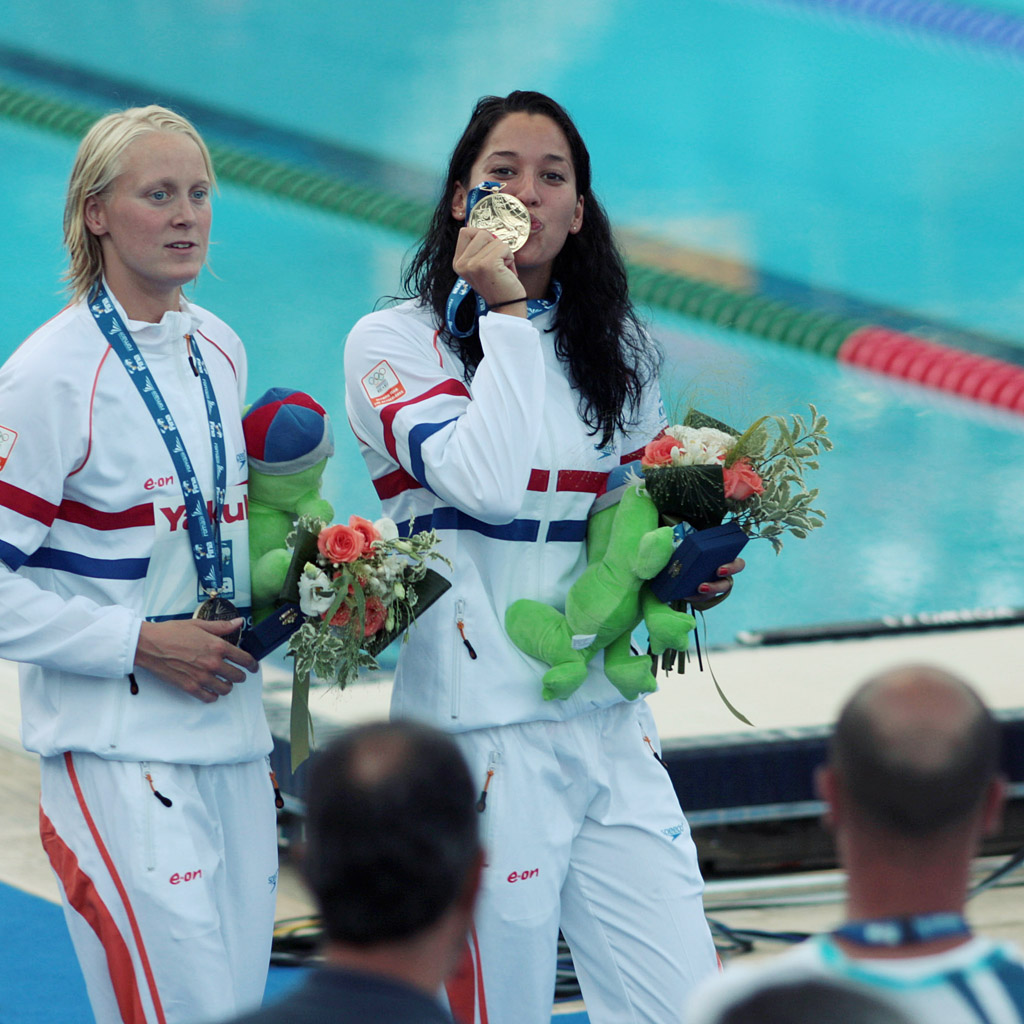
As medalhistas de ouro Inge Dekker e Ranomi Kromowidjojo, dos Países Baixos.

| Ouro | Prata                                                                             | Bronze |
| Países Baixos · Inge Dekker · Ranomi Kromowidjojo · Femke Heemskerk · Marleen Veldhuis · Hinkelien Schreuder* | Alemanha · Britta Steffen · Daniela Samulski · Petra Dallmann · Daniela Schreiber | Austrália · Lisbeth Trickett · Marieke Guehrer · Shayne Reese · Felicity Galvez · Sally Foster* · Meagan Nay* |

*Nadaram apenas as eliminatórias, mas receberam medalhas

## Resultados

### Eliminatórias
Estes são os resultados das eliminatórias:
| Pos. | Bateria | Raia | País               | Tempo   | Notas                 |
| ---- | ------- | ---- | ------------------ | ------- | --------------------- |
| 1    | 3       | 5    | GER Alemanha       | 3:34.74 | Recorde do campeonato |
| 2    | 4       | 4    | NED Países Baixos  | 3:34.94 |                       |
| 3    | 2       | 4    | AUS Austrália      | 3:35.26 |                       |
| 4    | 3       | 6    | SWE Suécia         | 3:35.31 |                       |
| 5    | 4       | 5    | CHN China          | 3:36.85 |                       |
| 6    | 4       | 3    | GBR Grã-Bretanha   | 3:37.02 |                       |
| 7    | 3       | 4    | USA Estados Unidos | 3:37.12 |                       |
| 8    | 3       | 2    | HUN Hungria        | 3:37.64 | Recorde nacional      |
| 9    | 3       | 3    | CAN Canadá         | 3:38.22 |                       |
| 10   | 2       | 5    | FRA França         | 3:38.66 |                       |
| 11   | 2       | 3    | JPN Japão          | 3:38.89 | Recorde nacional      |
| 12   | 2       | 6    | RUS Rússia         | 3:40.48 |                       |
| 13   | 4       | 6    | ITA Itália         | 3:41.07 |                       |
| 14   | 3       | 7    | BLR Bielorrússia   | 3:42.52 |                       |
| 15   | 4       | 1    | FIN Finlândia      | 3:42.98 |                       |
| 16   | 2       | 7    | SVK Eslováquia     | 3:43.63 |                       |
| 17   | 2       | 0    | BEL Bélgica        | 3:44.65 |                       |
| 18   | 2       | 2    | IRL Irlanda        | 3:47.21 |                       |
| 19   | 4       | 2    | SIN Singapura      | 3:47.54 |                       |
| 20   | 3       | 1    | BAH Bahamas        | 3:48.34 |                       |
| 21   | 4       | 7    | VEN Venezuela      | 3:49.15 |                       |
| 22   | 1       | 5    | UKR Ucrânia        | 3:49.26 |                       |
| 23   | 2       | 1    | LTU Lituânia       | 3:54.97 |                       |
| 24   | 4       | 9    | MLT Malta          | 4:02.99 |                       |
| 25   | 4       | 8    | MAC Macau          | 4:04.75 |                       |
| 26   | 3       | 8    | IND Índia          | 4:12.41 |                       |
| 27   | 2       | 8    | SEN Senegal        | 4:15.42 |                       |
| 28   | 1       | 4    | MOZ Moçambique     | 4:17.90 |                       |
| 29   | 4       | 0    | ALB Albânia        | 4:21.23 |                       |
| 30   | 3       | 0    | PAK Paquistão      | 4:43.01 |                       |
|      | 1       | 3    | ZIM Zimbabwe       | DSQ     |                       |

### Final
Estes são os resultados da final:
| Pos.              | Raia | País               | Tempo   | Notas            |
| ----------------- | ---- | ------------------ | ------- | ---------------- |
| Medalha de ouro   | 5    | NED Países Baixos  | 3:31.72 | Recorde mundial  |
| Medalha de prata  | 4    | GER Alemanha       | 3:31.83 |                  |
| Medalha de bronze | 3    | AUS Austrália      | 3:33.01 |                  |
| 4                 | 1    | USA Estados Unidos | 3:35.23 |                  |
| 5                 | 6    | SWE Suécia         | 3:35.35 |                  |
| 6                 | 2    | CHN China          | 3:35.63 | Recorde asiático |
| 7                 | 7    | GBR Grã-Bretanha   | 3:36.99 |                  |
| 8                 | 8    | HUN Hungria        | 3:39.53 |                  |

## Novos recordes
| Tipo                  | Atleta        | Tempo   | Local | Data                | Ref |
| --------------------- | ------------- | ------- | ----- | ------------------- | --- |
|                       | Países Baixos | 3:31.72 | Roma  | 26 de julho de 2009 | ver |
| Recorde do campeonato | Países Baixos | 3:31.72 | Roma  | 26 de julho de 2009 | ver |

Legenda
| Recorde mundial       | Recorde mundial (World record)               |                       | Recorde africano                      | Recorde africano (African) |                                           | Q | Classificado por posição (Qualified) |
| Recorde do campeonato | Recorde do campeonato (Championship record)  | Recorde da América    | Recorde da América (Americas)         | q                          | Classificado por melhor tempo (Qualified) |   |                                      |
| Melhor marca do ano   | Melhor marca do ano (World leading)          | Recorde asiático      | Recorde asiático (Asian)              | DNS                        | Não largou (Did not start)                |   |                                      |
| Recorde nacional      | Recorde nacional (National record)           | Recorde europeu       | Recorde europeu (European)            | DNF                        | Não terminou (Did not finish)             |   |                                      |
| Recorde pessoal       | Recorde pessoal do atleta (Personal best)    | Recorde da Oceania    | Recorde da Oceania (Oceania)          | DSQ / DQ                   | Desclassificado (Disqualified)            |   |                                      |
| Recorde da temporada  | Recorde da temporada do atleta (Season best) | Recorde sul-americano | Recorde sul-americano (South America) | NM                         | Sem marca (No mark)                       |   |                                      |